# Baixo custo
Baixo custo (em inglês low cost, terminologia comumente utilizada em Portugal quando aplicado à aviação comercial) é a designação para a operação de negócio a baixo custo, onde o enfoque da gestão é a análise de atividades básicas ao produto oferecido. 
O termo pode ser aplicado em termos amplos, não obstante a sua crescente e predominante utilização nos campos da aviação e turismo.
Também correlacionado com o concieto está o termo inglês no frills. Um dos primeiros modelos de automóvel "no frills" vendido no Brasil foi o chamado "Fusca pé-de-boi". Atualmente, praticamente 70% dos automóveis vendidos no Brasil são versões "no frills" de modelos originalmente projetados na Europa.
É mais contemporaneamente uma terminologia utilizada na gestão da aviação comercial onde se proporciona um baixo preço em rotas operadas e comercializadas por low costs.